# Auguste Baud-Bovy
Auguste Baud-Bovy (Genève, 13 februari 1848 - Davos, 3 juni 1899) was een Zwitsers kunstschilder uit de 19de eeuw.

## Biografie
Auguste Baud-Bovy groeide op in het kasteel van Gruyères, gelegen in het Franstalige Zwitserse kanton Fribourg. In 1885 verliet hij het kasteel en vestigde hij zich in een chalet nabij Aeschi bei Spiez, in het kanton Bern.
Baud-Bovy had twee zonen, André-Valentin Baud-Bovy, die later tevens kunstschilder werd, en Daniel Baud-Bovy, die later schrijver zou worden, maar ook conservator in het Musée Rath in Genève, directeur van de School voor Schone Kunsten en voorzitter van de Federale Commissie voor Schone Kusten. Tevens was hij grootvader van Samuel Baud-Bovy.
Als kunstschilder was hij leerling van Barthélemy Menn.
Baud-Bovy correspondeerde lange tijd met Eugène Grasset en was bevriend met Gustave Courbet, met wie hij in La Tour-de-Peilz samen zou schilderen.
Werken van Baud-Bovy zijn vandaag te bewonderen in onder meer het Kasteel van Gruyères en het Musée d'Orsay in Parijs.

## Galerij

Schilderijen en tekeningen van Auguste Baud-Bovy
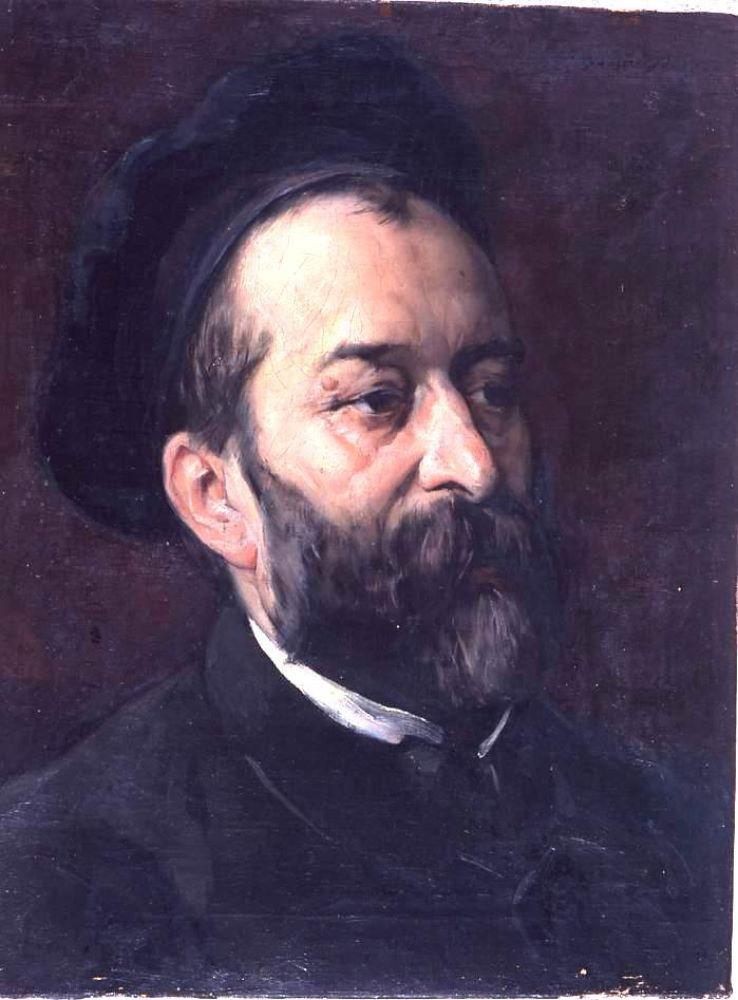
Portret van Jules Castagnary
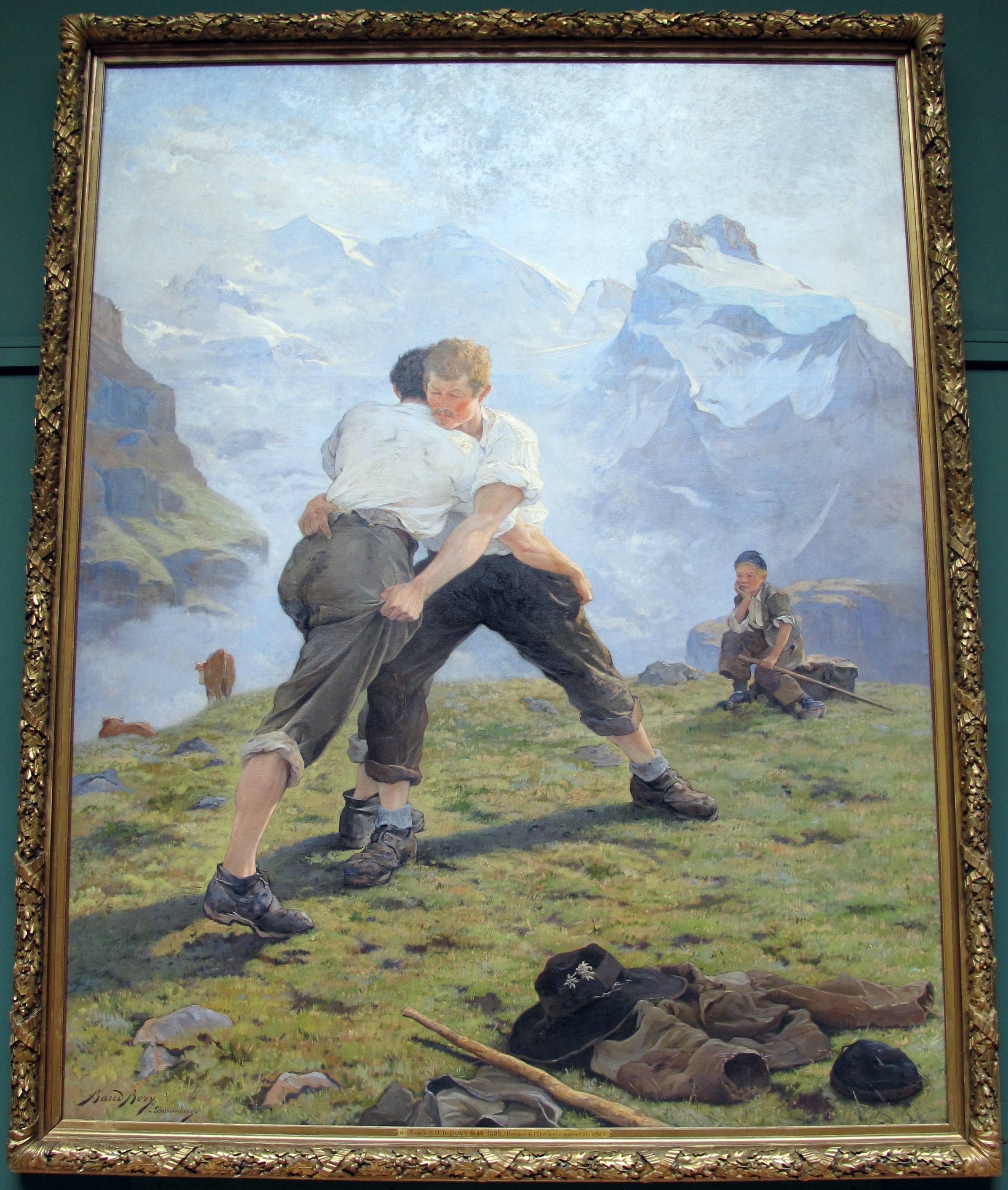
1887, Musée d'Art et d'Histoire (Genève)
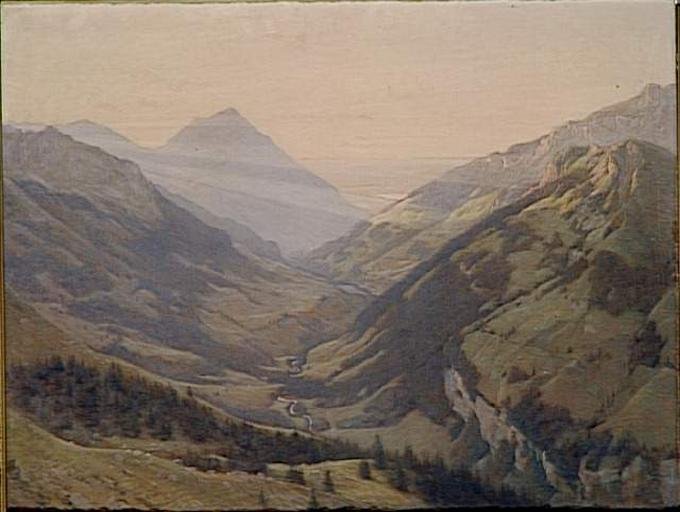
La Fin d'un jour (1895), Parijs, Musée d'Orsay.
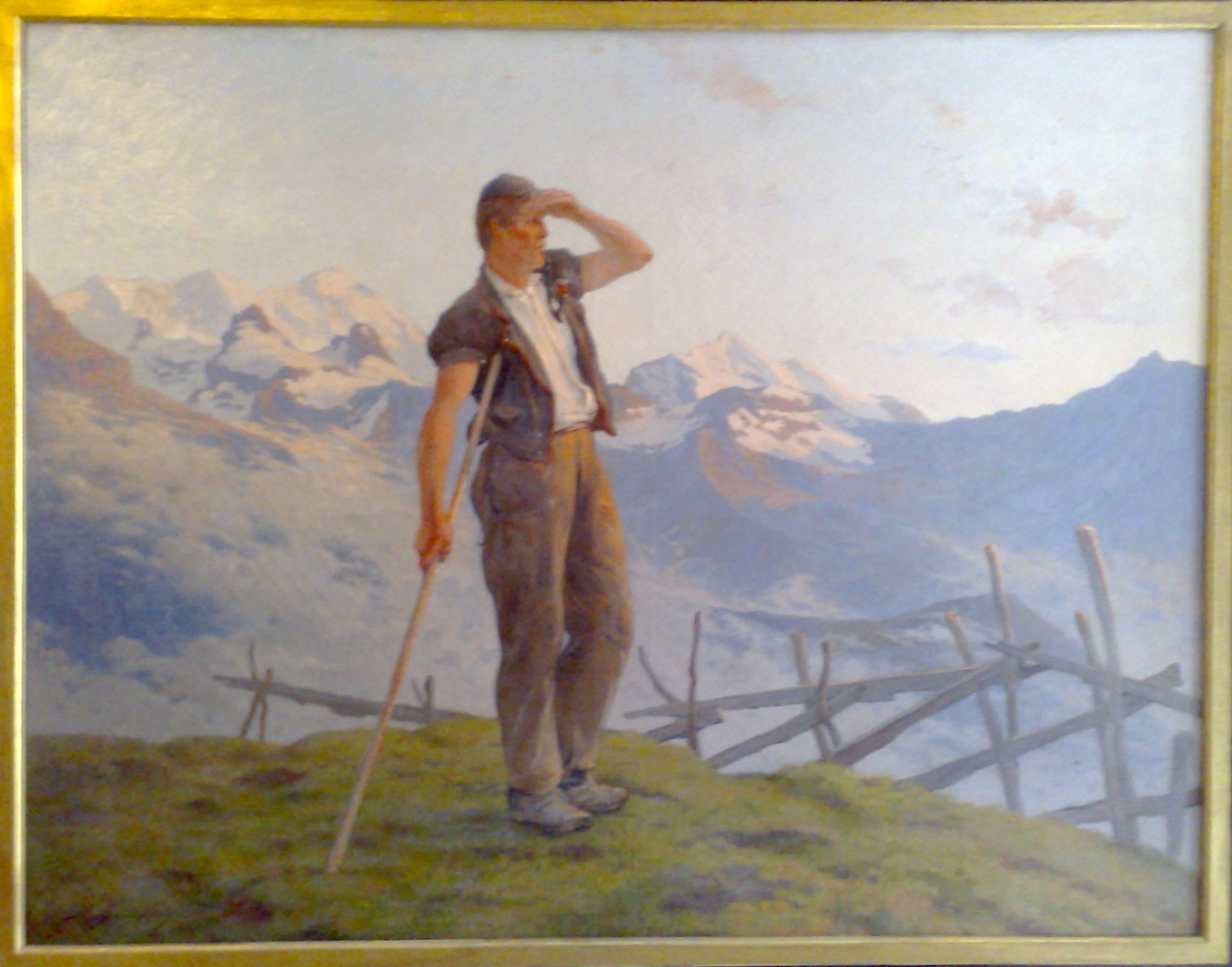
Berger consultant l'horizon (1879), Kasteel van Gruyères.
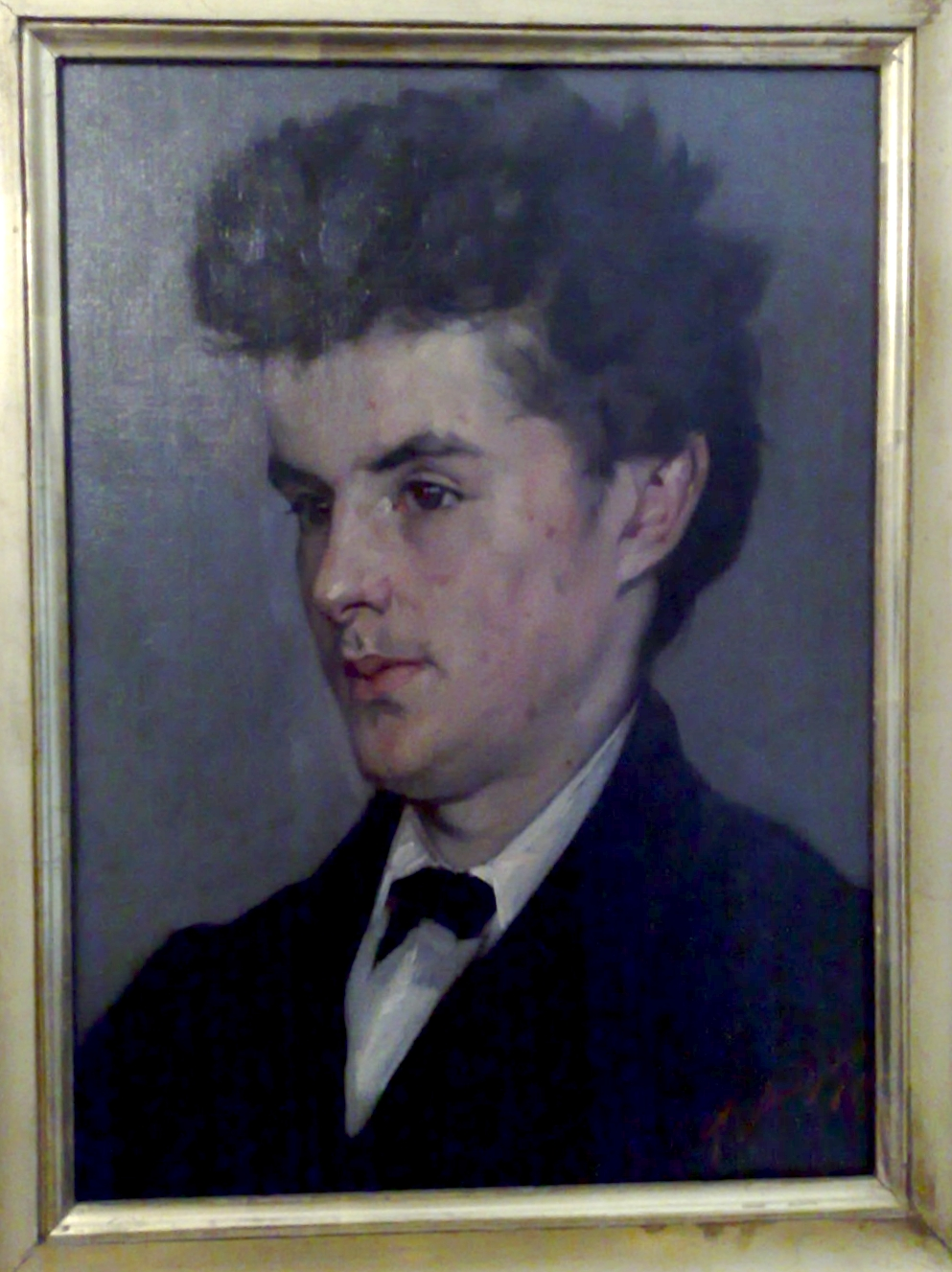
Portrait du graveur Laval (1879), Kasteel van Gruyères.
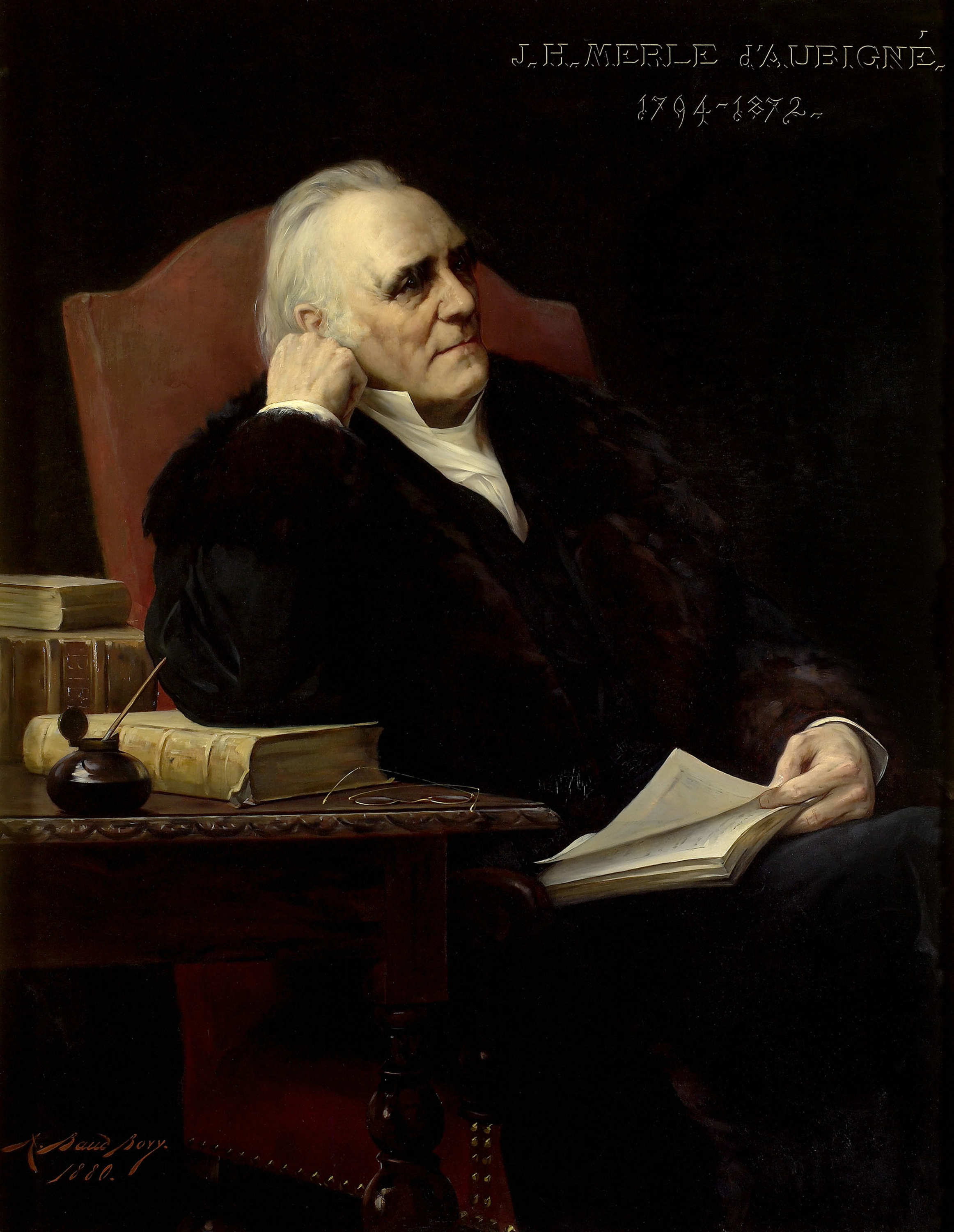
Jean-Henri Merle d'Aubigné
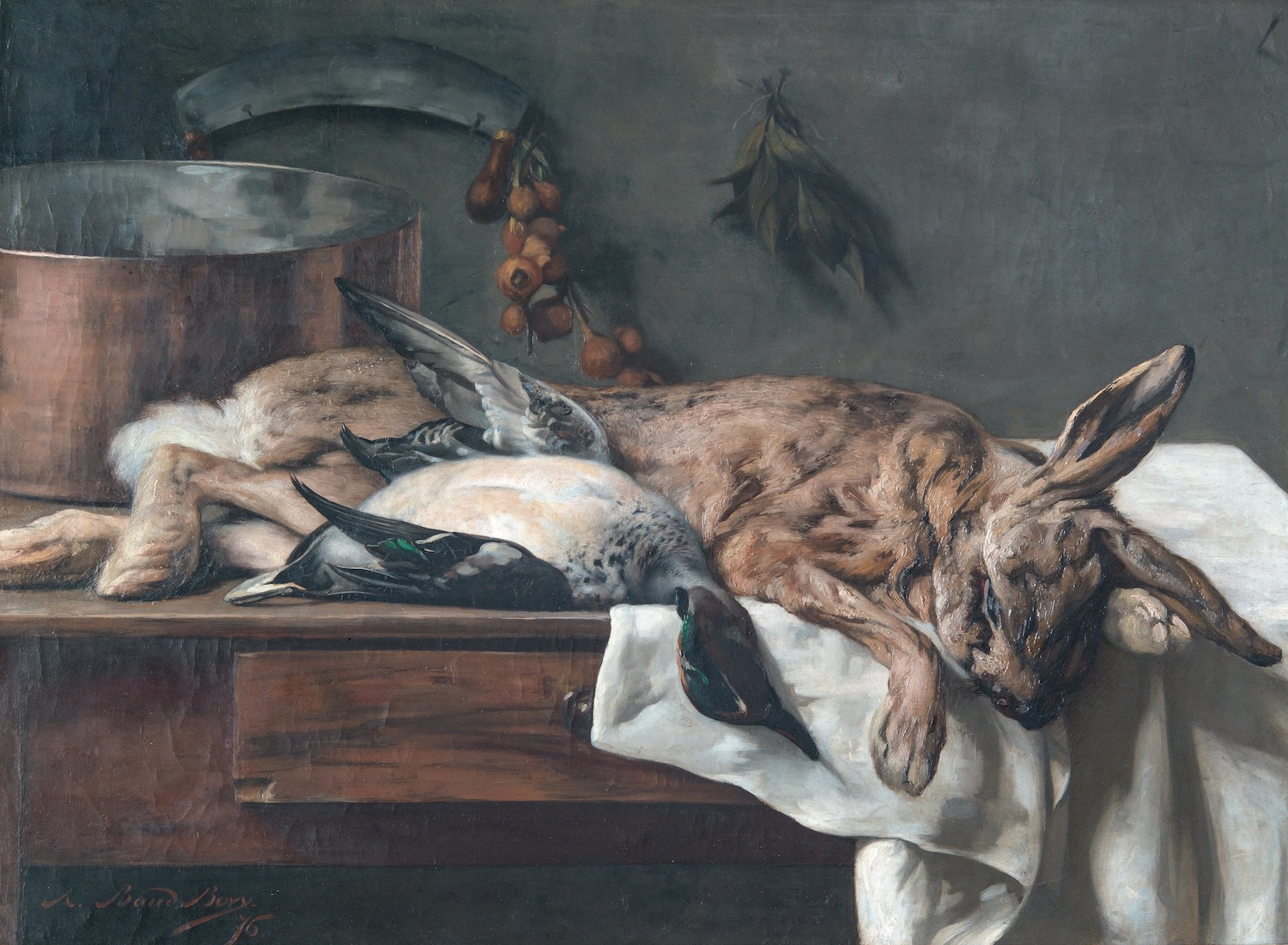
Nature morte au lièvre et au canard (1876)

- Bibliothèque nationale de France: cb14969114n (data)
- Gemeinsame Normdatei: 119139723
- Historisch woordenboek van Zwitserland: 022142
- International Standard Name Identifier: 0000 0000 7991 0517
- Library of Congress Control Number: no91024566
- RKD-Nederlands Instituut voor Kunstgeschiedenis: 5063
- SIKART: 4022862
- Système universitaire de documentation: 032178344
- Union List of Artist Names: 500028317
- Virtual International Authority File: 37189188
- WorldCat: E39PBJht8KWfB66dVVHMdMPxXd